# Meriones meridianus
Meriones meridianus (Меріонес полуденний) — вид родини мишеві (Muridae).

## Поширення
Країни поширення: Афганістан, Китай, Іран, Казахстан, Киргизстан, Монголія, Росія, Таджикистан, Туркменістан, Узбекистан. Поширений в піщаних пустелях, в тому числі фрагментованих алювіальних і делювіальних пісках. Найбільш поширений у горбистій пустелі і піщаних ділянках з чагарником, в тому числі невеликі масиви піску в степовій зоні в західній частині діапазону.

## Звички
Навесні і влітку веде нічний спосіб життя, але восени (під час годування для зими) він залишається активним протягом усього дня. Нори, як правило, розкопані під корінням чагарників. Живе у великих колоніях з яскраво вираженою соціальною структурою. Харчується переважно насінням, іноді комахами. 

## Відтворення
Період розмноження відрізняється в північній і південній частинах ареалу. У північних частинах він триває з квітня по вересень, з двома піками навесні і восени. У південній частині репродуктивний період триває з лютого або березня до початку жовтня, а в сприятливих умовах може тривати протягом усього року. Самиці, яким хоча б рік зазвичай народжують три виводки на рік, молоді самиці народжують один раз, рідко двічі на рік. Розмір виводку становить близько 6 дитинчат.